# Jörg Lanz von Liebenfels
Jörg Lanz von Liebenfels (también conocido como Jörg Lanz), cuyo auténtico nombre era Adolf Josef Lanz (Viena, 19 de julio de 1874 - íbid. 22 de abril de 1954) fue un religioso, escritor, místico, poeta ariosofista y periodista austríaco. Fue monje de la Orden del Císter y fundador de la revista Ostara, en la cual publicó teorías de carácter antisemita, racista y völkisch, por lo que se le considera una de las principales influencias del nacionalsocialismo.

## Trabajo con «Teozoología»
En 1904 publicó su libro Teozoología, en el cual abogaba por la esterilización de los enfermos y de las «razas inferiores», así como por el trabajo forzado para los «dalits castrados», y glorificaba la «raza aria» como los Gottmenschen ("hombres dioses"). Von Liebenfels justificaba su ideología racial neognóstica intentando darle una base bíblica. Según él, Eva, a quien describe como un ser divino inicialmente, se involucró con un demonio y dio a luz a las "razas inferiores" en el proceso. Además, propone que esto llevó a que las mujeres rubias sean atraídas ante todo por los "hombres oscuros", algo que solo podía ser detenido por la "Sistema de eugenesia" por lo que los "humanos arios-cristianos" podían "una vez más, gobernar a las bestias humanas de piel oscura" y, finalmente, alcanzar la «divinidad».
La lujuria de los monos, especialmente del babuino, supera toda imaginación. Son Sodomitas, pederastas y onanistas; actúan de modo desagradable con hombres y niños. Es universalmente admitido (!) que los babuinos atacarán y abusarán de las niñas pequeñas y que en los zoos, las mujeres son expuestas a su vil impudicia. En el norte del Lago Kiwu (África) los nativos refieren que monos gigantes secuestran a las mujeres y les destrozan los órganos genitales durante su apareamiento...
-Jörg Lanz von Liebenfelds
Un año más tarde, en 1905, fundó la revista “Ostara, Briefbücherei der Blonden und Mannesrechtler”, de la cual se convirtió en el único autor y editor en 1908. El mismo Von Liebenfels sostenía que contaba con más de 100 000 suscriptores, incluidos muchos personajes de renombre como el General británico Kirchner, Adolf Hitler y a Dietrich Eckart, entre otros. Como estudiante de Guido von List, Von Liebenfels expandió sus teorías. Entre otras influencias se cuenta a Otto Weininger, de quien Lanz fue un seguidor ferviente.

## Interacciones con sociedades arias
En 1905 Von Liebenfels y unos cincuenta seguidores de Von List firmaron una declaración respaldando la propuesta Sociedad del segundo, que fue oficialmente fundada en 1908. También fundó su propia organización esotérica, la Ordo Novi Templi (orden de los nuevos templarios en latín) en 1907. 

Después de que Adolf Hitler comenzase a ganar popularidad en la década de 1920, Von Liebenfels intentó ser reconocido como uno de los precursores ideológicos del que se convertiría en Führer. En el prefacio del primer número de la tercera serie de la revista Ostara (c. 1927), escribió:
Se debe recordar que los movimientos de la esvástica y fascistas son básicamente solo desarrolladores laterales de las ideas de Ostara.

## Publicaciones
En sus publicaciones, Von Liebenfels mezcla ideas populares y antisemitas con arianismo, racismo y esoterismo. La siguiente es una lista parcial de las publicaciones del religioso austríaco:
- Katholizismus wider Jesuitismus ("Catolicismo versus Jesuitismo"). Frankfurt: 1903
- "Anthropozoon biblicum". En: Vjschr. für Bibelkunde 1, 1903/1904
- "Zur Theologie der gotischen Bibel" ("Sobre la teología de la biblia gótica"). En Vjschr. für Bibelkunde 1, 1903/1904
- Theozoologie oder die Kunde von den Sodoms-Äfflingen und dem Götter-Elektron. Viena: (1905)
- Das Breve "Dominus ac redemptor noster". Frankfurt: 1905
- Der Taxilschwindel. Ein welthistorischer Ulk. Frankfurt: 1905
- Ostara (revista), 89 números, Rodaun y Mödling, 1905-1917 (38 números fueron republicados en Viena entre 1926 y 1931)
- "Kraus und das Rassenproblem". En: Der Brenner 4, 1913/1914
- Weltende und Weltwende ("Fin del mundo y cambio del mundo"). Lorch, 1923
- Grundriss der ariosophischen Geheimlehre ("Compendio de enseñanzas ariosóficas secretas"). Austia: 1925
- Der Weltkrieg als Rassenkampf der Dunklen gegen die Blonden ("La guerra mundial como una lucha racial entre los negros y los rubios"). Viena: 1927
- Bibliomystikon oder die Geheimbibel der Eingeweihten ("Bibliomystikon o la biblia secreta de los iniciados"), 10 volúmenes. Pforzheim: 1929 - 1934
- Praktisch-empirisches Handbuch der ariosophischen Astrologie ("Manual práctico-empírico de astrología ariosófica"). Düsseldorf: 1926 - 1934